# Ґаутам Адані
Ґаутам Шантілал Адані (нар. 24 червня 1962) — індійський магнат-мільярдер. Він є головою та засновником Adani Group, багатонаціонального конгломерату, що базується в Ахмедабаді і займається розвитком портів і операцій в Індії. Адані також є президентом Фонду Адані, який головним чином очолює його дружина Пріті Адані. Станом на 18 вересня 2022 року він є найбагатшою людиною в Індії та Азії зі статками 152,1 мільярда доларів США. Згідно з індексом мільярдерів Bloomberg, він є другою найбагатшою людиною у світі після Ілона Маска, тоді як індекс мільярдерів у реальному часі Forbes ставить його на третє місце найбагатших людей після Бернара Арно.

## Раннє життя
Адані народився 24 червня 1962 року в сім'ї гуджаратських джайнів у Шантілала Адані (батька) та Шантабен Адані (матері) в Ахмедабаді, штат Гуджарат. У нього 7 братів і сестер. Його батьки переїхали з міста Тарад у північній частині Гуджарату. Його батько був дрібним торговцем тканинами. Він отримав освіту в школі Sheth Chimanlal Nagindas Vidyalaya в Ахмедабаді. Він вступив на ступінь бакалавра комерції в Гуджаратському університеті, але кинув навчання після другого курсу. Адані захоплювався бізнесом, але не текстильним бізнесом свого батька.

## Кар'єра

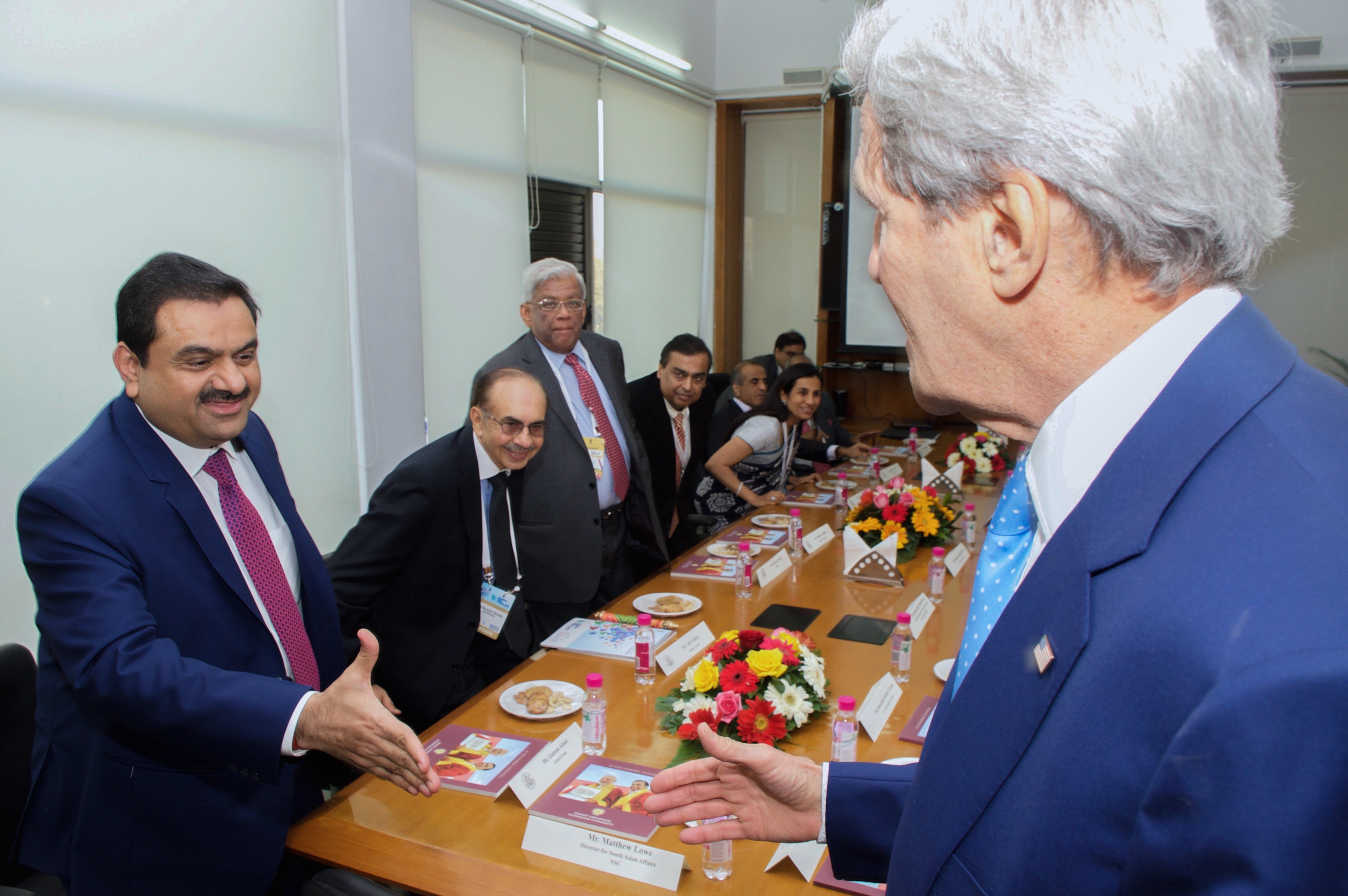
Державний секретар Джон Керрі вітає Гаутама Адані, 2014 рік

Будучи підлітком, Адані переїхав до Мумбаї в 1978 році, щоб працювати сортувальником алмазів у Mahendra Brothers.
У 1981 році його старший брат Махасухбхай Адані купив цех виробництва пластмас в Ахмедабаді та запросив його керувати операціями. Це підприємство стало для Адані воротами до глобальної торгівлі через імпорт полівінілхлориду (ПВХ).
У 1985 році він почав імпортувати первинні полімери для малих виробництв. У 1988 році Адані заснував Adani Exports, тепер відому як Adani Enterprises, холдингову компанію Adani Group. Спочатку компанія займалася сільськогосподарськими та енергетичними товарами.
У 1991 році політика лібералізації економіки виявилася сприятливою для його компанії, і він почав розширювати бізнес на торгівлю металами, текстилем та сільськогосподарською продукцією.
У 1994 році уряд Гуджарату оголосив про передачу управління портом Мундра в аутсорсинг, а в 1995 році Адані отримав контракт на аутсорсінг.
У 2006 році Адані почав займатися виробництвом електроенергії. З 2009 по 2012 рік він придбав Abbot Point Port в Австралії та вугільну шахту Carmichael у Квінсленді.
У травні 2020 року компанія Adani виграла найбільшу у світі заявку на сонячну енергетику Індійської корпорації сонячної енергії (SECI) вартістю 6 мільярдів доларів США. Проектом фотоелектричної електростанції потужністю 8000 МВт займатиметься Adani Green ; Adani Solar створить 2000 МВт додаткових потужностей з виробництва сонячних батарей і модулів.
У вересні 2020 року Adani придбав 74 % акцій Міжнародного аеропорту Мумбаї, другого за завантаженістю в Індії після Делі.
У листопаді 2021 року, виступаючи на Індійському економічному форумі Bloomberg, Адані сказав, що група інвестує 70 мільярдів доларів США в новий бізнес із зеленої енергії. У липні 2022 року він запропонував нові подробиці щодо того, як ці інвестиції будуть використані для будівництва трьох гігантських заводів — сонячної, електролізної (для виробництва зеленого водню) і вітряних турбін.
У лютому 2022 року він став найбагатшою людиною Азії, обійшовши Мукеша Амбані. У серпні 2022 року він був названий 3-ю найбагатшою людиною світу за версією Fortune.
У травні 2022 року родина Адані придбала компанію Ambuja Cements та її дочірню компанію ACC у Holcim Group за 10,5 мільярдів доларів США.
У серпні 2022 року AMG Media Networks Limited (AMNL), підрозділ Adani Group, оголосила, що планує купити RRPR Holding, власника 29,18 % національної телекомпанії новин NDTV, і зробила відкриту пропозицію купити ще 26 %. У заяві NDTV йдеться, що Адані придбав свою частку через третю сторону, не повідомивши засновників компанії, колишню журналістку Радхіку Рой та її чоловіка-економіста Пранноя Роя, і що угода була укладена «без обговорення, згоди або повідомлення». Ця заявка також викликала занепокоєння щодо редакційної незалежності в Індії, оскільки Адані вважається близьким до правлячої партії Бхаратія Джаната прем'єр-міністра Нарендри Моді.

## Особисте життя
Гаутам Адані одружений на Пріті Адані. У пари є двоє синів Каран Адані та Джіт Адані. Він є членом Джайнської міжнародної торгової організації (JITO). Його викрали  і він був у заручниках для викупу в 1998 році, але був звільнений, не сплативши грошей. Він перебував у готелі Taj Mahal Palace під час терактів у Мумбаї 2008 року.